# Elpersbüttel
Elpersbüttel est une commune de l'arrondissement de Dithmarse, dans le Land du Schleswig-Holstein.

## Géographie
Elpersbüttel se trouve dans l'ouest de la Dithmarse, à 2 km de Meldorf. Le territoire comprend l'ancienne île de Helmsand.
La commune comprend les quartiers d'Elpersbüttel, Elpersbüttelerdonn, Eesch, Lütjenbüttel, Elpersbüttelerdeich et Eescherdeich.

## Histoire
À Busenwurth, au sud d'Elpersbüttel, on trouve les traces les plus anciennes d'habitation de la marsch. À Lütjenbüttel, on a découvert les restes d'un terp datant du XIIe siècle. En 1977, grâce à un endiguement, le territoire d'Elpersbüttel s'agrandit de 13 km².

## Économie et infrastructure
Au nord-ouest de la commune, se trouve le port de Meldorf, séparé de la mer du Nord par une barrière contre les inondations. Le lieu constitue un site pour faire de la planche à voile. Un pavillon informe sur le parc national de la Mer des Wadden de Schleswig-Holstein. La commune se situe le long de l'EuroVelo 12.
Elpersbüttel se situe sur la Bundesstraße 5 entre Brunsbüttel et Heide.
Dans les polders au sud-ouest du territoire, se trouve un terrain militaire de la Bundeswehr pour ses enquêtes sur les armes et les explosifs.

## Personnalités liées à la commune
- Kurt Jarasinski, médaille d'or en saut d'obstacles par équipe aux Jeux olympiques d'été de 1964 à Tokyo, né à Elpersbüttel.